# Wohn- und Wirtschaftsgebäude Mühlenreiher Weg 24
Das Wohn- und Wirtschaftsgebäude Mühlenreiher Weg 24 in der niedersächsischen Kleinstadt Hemmoor südlich vom Dorf Basbeck, Samtgemeinde Hemmoor, im Landkreis Cuxhaven, stammt aus der Mitte des 18. Jahrhunderts.
Aktuell (2024) wird es als Wohnhaus und gewerblich genutzt.
Das Gebäude steht unter Denkmalschutz (siehe auch Liste der Baudenkmale in Hemmoor).

## Geschichte und Beschreibung
Hemmoor ging 1968 aus den sechs ehemals selbständigen Gemeinden Basbeck, Warstade, Hemm, Westersode, Hemmoor und Heeßel hervor.
Das eingeschossige traufständige Wohn- und Wirtschaftsgebäude als Zweiständer-Hallenhaus in Fachwerk mit Steinausfachungen, größtenteils massiv und mit Satteldach wurde 1769 (Inschrift) gebaut. Der Wirtschaftsgiebel in regionsuntypischem Zierfachwerk mit Andreaskreuzen und Uhlenloch und der korbbogenförmigen Grooten Door, wurde im oberen Dreieck regionaltypisch senkrecht verbrettert; Auskragung auf verzierten Knaggen sowie Inschriftbalken und besondere Hervorhebung der Hauptständer und des Rähms. Ansonsten in Backsteinzierverband. An der Südwestseite erweitert um ein quer zum First stehendes Wohnhaus aus der ersten Hälfte 20. Jh. in Backstein mit Krüppelwalmdach.
Das Landesdenkmalamt befand u. a.: „… für die Flussmarschen zeittypisches Hallenhaus des 18. Jahrhunderts … .“